# Peever
Peever és una població dels Estats Units a l'estat de Dakota del Sud. Segons el cens del 2000 tenia 209 habitants.

## Demografia
Segons el cens del 2000, Peever tenia 209 habitants, 61 habitatges, i 50 famílies. La densitat de població era de 576,4 habitants per km².
Dels 61 habitatges en un 59% hi vivien nens de menys de 18 anys, en un 45,9% hi vivien parelles casades, en un 24,6% dones solteres, i en un 18% no eren unitats familiars. En el 18% dels habitatges hi vivien persones soles el 9,8% de les quals corresponia a persones de 65 anys o més que vivien soles. El nombre mitjà de persones vivint en cada habitatge era de 3,43 i el nombre mitjà de persones que vivien en cada família era de 3,86.
Per edats la població es repartia de la següent manera: un 46,4% tenia menys de 18 anys, un 6,2% entre 18 i 24, un 28,2% entre 25 i 44, un 12,9% de 45 a 60 i un 6,2% 65 anys o més.
L'edat mediana era de 22 anys. Per cada 100 dones de 18 o més anys hi havia 86,7 homes.
La renda mediana per habitatge era de 23.333 $ i la renda mediana per família de 24.583 $. Els homes tenien una renda mediana de 21.719 $ mentre que les dones 20.625 $. La renda per capita de la població era de 8.695 $. Entorn del 30,6% de les famílies i el 36,2% de la població estaven per davall del llindar de pobresa.

## Poblacions més properes
El següent diagrama mostra les poblacions més properes.